# بناماران
بناماران هي قرية في مقاطعة كوثر، إيران. يقدر عدد سكانها بـ 288 نسمة بحسب إحصاء 2016.